# Вогілайд
Вогілайд (ест. Vohilaid) — незаселений острів в Естонії площею 4,48 км² у протоці Вяїнамері, біля східного узбережжя острова Гіюмаа на південній межі протоки Харі (котра розділяє острови Гіюмаа та Вормсі).
Вогілайд — 15-й за величиною острів Естонії. В повіті Гіюмаа більшим за нього є лише сам острів Гіюмаа (адже Кассарі більше не вважається окремим островом у Реєстрі охорони природи Естонії через підняття землі).
Вогілайд розташований на території села Вахтрепа.
На честь острова названий пором типу криголам Vohilaid, побудований у 1983 на Ризькому суднобудівному заводі.

## Географія
Вогілайд почав підійматися з дна моря приблизно 3,5 тис. р. тому. Висота острова становить до 10 м, а довжина берегової лінії близько 15,5 км. В деяких місцях на поверхню виступають скелі ордовицького періоду.
Тепер острів складається з кількох частин, які раніше були окремими острівками. Через піддяття, а також особливості ландшафту тут є два озера. Найбільше з них — Вохіоя. Незважаючи на невелику площу (0,4 га), озеро громадське. Друге озеро знаходиться на відстані 600 метрів і не має назви.
Більша частина острова вкрита хвойними і подекуди листяними лісами, у південній частині — прибережні луки. Західне узбережжя вкрите очеретом.